# Johan Backer Lunde
Johan Backer Lunde, ook wel Johan B. Lunde, (Le Havre, 6 juli 1874 – Oslo, 8 november 1958) was een Noors componist en pianist. Hij was de tweede van vier kinderen binnen het huwelijk gesloten in 1870 tussen muzieklerares Inga Agathe Backer (1842-1915) en priester Carl Herman Lunde (1841- 1932). Inga Agathe Backer was zus van componiste/pianiste Agathe Backer-Grøndahl; Herman Lunde was tussen 1873 en 1876 gevestigd als zeemanspriester in Le Havre.
Zijn piano-opleiding werd verzorgd door zijn tante Agathe Backer-Grondahl en Ferruccio Busoni. Hij kreeg een studiebeurs. Zijn compositietechniek werd aangescherpt door dirigent/componist Iver Holter. Johan Backer Lunde concerteerde binnen Scandinavië, het Verenigd Koninkrijk en Duitsland, maar is zelfs in Australië bekend als begeleider van Nellie Melba. Zelf gaf hij ook les aan bijvoorbeeld Pauline Hall.
Hij begeleidde onder meer Minnie Tracey in een aantal concerten eind oktober 1901 met daarin ook een gezamenlijk concert met vioolvirtuoos Florizel von Reuter. Ook verzorgde hij optredens met de zangeres Anna Egge rond die tijd. Een jaar later begeleidde hij samen met zijn lerares Ida Ekman tijdens een romantisch concert in Oslo. In 1902 begeleidde hij ook Maikki Järnefelt, toen de vrouw van Armas Järnefelt, vanaf 1910 de vrouw van Selim Palmgren. In de jaren daarna begeleidde hij veel zangers/zangeressen of ondersteunde andere pianisten op het podium.
Op 23 november 1899 werd een concertavond georganiseerd met louter composities van Johan Backer Lunde. Zijn werk dat het meest is uitgevoerd is Stig sol. Van dat lied uit opus 25 is een opname bewaard gebleven van zangeres Maikki met pianist Armas Järnefelt. Het is tevens het enige lied van Backer Lunde dat de Proms haalde en wel op 20 oktober 1920. Toen werd het ook gezongen ns de combinatie zangstem met piano, terwijl later een versie van zangstem met orkest verscheen.

## Oeuvre
Zijn composities zijn vrijwel onbekend gebleven. Zijn oeuvre bevat talloze liederen, een geliefd genre in Noorwegen destijds. Binnen zijn oeuvre komen dubbele opusnummers voor; ook komen sommige liederen vaker terug.

### Werken voor orkest
In de laatste helft van de jaren 10 verscheen een aantal werken voor orkest van zijn hand:

#### Fem orkesterstykker
Op 12 en 14 oktober 1916 dirigeerde Karl Nissen deze vijf werken voor orkest: Taake, Storm, Pastoral, Burlesque en Serenata, aldus een advertentie in "Norske Intelligenssedler" van 15 oktober. Op 3 en 17 december van datzelfde jaar dirigeerde Johan Halvorsen voor zijn orkest van het Nationaltheatret dezelfde set, maar dan zonder Pastoral. Bij de latere druk in 1934 door Norsk Musikforlag bleken enige titels aangepast te zijn zonder verwijzing naar de originele titels: Serenata in allegretto leggiero (NMO 6808), Kvernkallen in allegro vivo (NMO 6809), Romance in andante (NMO 6810), Burlesque in allegro (NMO 6811) en Caprice in allegro moderato (NMO.6812).

#### Symfonieën
Hij schreef in korte tijd vier symfonieën, aldus een mededeling van Hjalmar Borgstrøm in de recensie in Aftenposten van de uitvoering van de eerste. Van de eerste twee zijn uitvoeringen bekend. De eerste symfonie in d mineur was te horen tijdens generale repetitie van 5 oktober 1917 en een uitvoering op 6 oktober door het orkest van het Nationaltheatret onder leiding van Johan Halvorsen. De symfonie in f mineur werd uitgevoerd op 26 januari 1918 door Musikforeningen, de voorloper van het Oslo Filharmoniske Orkester, onder leiding van Karl Nissen. Dat zullen zeer waarschijnlijk de enige uitvoeringen geweest zijn. De symfonieën zijn in ieder geval nooit in druk verschenen.
Alleen van de Symfonie in d mineur is het manuscript bewaard gebleven in de Noorse Staatsbibliotheek. De delen van die symfonie zijn 1. Allegro moderato, 2. Andante en 3. Scherzo, Allegro finale.

### Opuslijst
| Opus | Jaar uitgave | Titel                                                                             | Subtitels | Uitgeverij                      | Opmerkingen |
| ---- | ------------ | --------------------------------------------------------------------------------- | --- | ------------------------------- | --- |
| 1    | 1893         | Romancer og sange med pianoaccompagnement Fem Sange                               | 1.Skummende vover 2.Der skreg en fugl (tekst: Vilhelm Krag) 3.Over en ung pige (tekst Jonas Lie) 4.Jeg ser dig med min tanke (tekst Christian Molbech) 5.Sommernat (tekst Jacob Breda Bull) | Brødrene Hals                   | 1.uitgevoerd 5 april 1894 door Thorvald Lammers/Mally Lammers 5.uitgevoerd 20 januari 1894 door Eva Nansen/Martin Knutzen |
| 2    | 1893         | Romancer og sange med pianoaccompagnement Fire Sange                              | 1.Jeg vilde sadle (tekst: Vilhelm Krag) 2.Det voider saa den vintertid (tekst: Ernst von der Recke) 3.Baadfart; vug, vug for vove og vind (tekst: Anoniem) 4.Alt falder lovet (tekst: Ernst von der Recke) | Brødrene Hals                   | |
| 3    | 1894         | Tre romancer                                                                      | 1.Mimose; Den flygtige lette blomst 2.Zigeunersang: Hei! Lystig der lyder i leiren 3.Alt var dig (tekst: Nils Collett Vogt) | Brødrene Hals                   | Advertentie Aftenposten 22 september 1894 |
| 4    |              | Fire sange                                                                        | 1.Du blomst i dug (tekst: Jens Peter Jacobsen) 2.Op til de lyse, drømmende stjerner (tekst: Thor Lange) 3.Genrebillede, Pagen højt i taarnet (tekst: Jens Peter Jacobsen) 4.Med en Fandlilje, se Marie, hvad jeg bringer (tekst: Henrik Ibsen) | Brødrene Hals                   | |
| 5    |              | Fünf Lieder für eine Singstimme mit Pianofortebegeleitung                         | 1.Kauft Rosen! Nur einal kommt des Lebens Mai 2.Altbömisches Volkslied: Dunkel zieht der Fluss vorüber (anoniem) 3.Wiegenlied: Die Ähren nur noch nicken (tekst: August Heinrich Hoffmann von Fallersleben) 4.Am Abend: Die Nebel steigen im Dämmerschein (anoniem) 5.Nur Können wir küssen und kosen (tekst: Adolf Schultz)                                                                             | Brødrene Hals                   | 1>uitgevoerd 30 oktober 1902 door Hildur Fjord 1<uitgevoerd 27 februari 1904 door Kitty Fischer |
| 6    |              | Fire Sange "Opgedragen aan Agathe Backer Grøndahl"                                | 1.Kan du kjende mig (tekst Thor Lange, vertaald uit het Russisch) 2.Det bødes der for til Majdag (tekst Jens Peter Jacobsen) 3.Det ak, min ungdom, du 4.Til maidag fører jeg hjem min brud |                                 | Melding Svensk Musiktidning 1>uitgevoerd 23 november 1899 2>uitgevoerd 23 november 1899 2>uitgevoerd 12 september 1904 door Aina Mannerheim 3>uitgevoerd 17 februari 1906 door Strange Guii 4>uitgevoerd 20 mei 1895 door Eva Nansen met Caroline Bergh 4>uitgevoerd 13 januari 1913 door Elisabeth Munthe-Kaas    |
| 7    |              | Fem småstykker for piano                                                          | 1.Humoreske 2.Surruli Suttamlaat 3.Studie 4.Halling 5.Caprice | Brødrene Hals                   | |
| 8    | 1894         | Tre konsertetuder "Opgedragen aan Martin Knutzen"                                 | 1.E mineur 2.D mineur 3.G majeur | Brødrene Hals                   | 2 van de 3 uitgevoerd op 10 november 1894 door Knutzen Advertentie uitgave Aftenposten 15 november met verwijzing naar concert |
| 9    |              | Tre Sange "Opgedragen aan tante Agathe"                                           | 1.Evig og uden forandring (tekst: Jens Peter Jacobsen) 2.Nu brænder (tekst: Vilhelm Krag) 3.For sent (tekst: Leo Tolstoj, Thor Lange) | Haakon Zapffe                   | |
| 10   |              | Tre Sange                                                                         | 1. Elverskud (tekst: G. Bachman/Thor Lange) 2. Folkevise (tekst: Thor Lange) 3. Melodi (tekst: Leo Tolstoj/Thor Lange) | Haakon Zapffe                   | |
| 11   |              | Seks Sange                                                                        | 1.Han: Inat slår alle knoppe ud (tekst: Vilhelm Krag) 2.Stormsvangre skyer (tekst: Alphonse Wallen) 3.Vinternat: Spinkle stjernestråler trange (tekst: Thor Lange) 4.Tanken i Længsel hjertet i brand (tekst: Alphonse Wallen) 5.Min sjæl var som habet (tekst: Alphonse Wallen) 6.Dunkelt røde rose (tekst Alphonse Wallen)                                                                             | Brødrene Hals                   | 2>uitvoering 8 oktober 1901 door Anna Egge met Erika Nissen) 2>uitvoering 2 november 1904 door Dagmar Lund 2>uitgevoerd 9 januari 1907 door Magnhild Rasmussen 6>uitgevoerd 16 januari 1907 door Maja Gløersen Gegevens: Bibliotheek Bergen                                                                        |
| 12   | 1895         | Fem nye småstykker for piano                                                      | 1.Arabeske 2.Scherzino 3.Valse-impromptu 4.Albumblad 5.Impromptu | Brødrene Hals                   | 4 en 5>uitgevoerd 24 april 1897 door Erika Nissen |
| 13   | 1895         | Marguerites, petite serie pour piano                                              | 1.Capriccio 2.Mazurka 3.Arabesque 4.Impromptu 5.Scherzino 6.Romance 7.Valse | Brødrene Hals                   | |
| 14   | 1897         | Suite voor piano en viool                                                         | 1.Preludium 2.Sarabande 3.Gavotte 4.Finale | Warmuth Musikforlag             | IMSLP |
| 15   | 1897         | Sonate voor viool en piano "Opgedragen aan Olaf Schou"                            | 1.Allegro moderato 2.Andante 3.Scherzo 4.Allegro finale | Warmuth Musikforlag             | in d mineur IMSLP |
| 16   |              | Kleine suite für violine und piano                                                | Waaronder: 3.Andante (Romanze) | Haakon Zapffe                   | |
| 17   | 1898         | Seks Tyske Sange                                                                  | 1.Uns Diendl (tekst: Theodor von Vischer) 2.Mein Herz ist eine müde Schwalbe (tekst: Albert Träger) 3.Die Nachtigall (tekst Theodor Storm) 4.Still (tekst Johanna Ambrosius) 5.Allerseelen (tekst Hermann von Gilm) 6.Ich Hör’ ein Vöglein (tekst Adolff Böttger) | Warmuth Musikforlag 2261        | Noorse Staatsbibliotheek |
| 18   | 1898         | 8 pianostykker                                                                    | Waaronder: *Ballade *Berceuse | Warmuth Musikforlag             | Advertentie 1 september 1898 - Berceuse uitgevoerd 2 november 1899 door Agathe Backer Grøndahl - Beide uitgevoerd 27 maart 1900 door componist |
| 19   | 1900         | 8 Fantasistykker                                                                  | Waaronder: *Papillon in Fis majeur *Papillon in F majeur | Warmuth Musikforlag             | Beide uitgevoerd op 27 maart 1900 door componist |
| 20   | 1900         | Sonate voor viool en piano in a mineur                                            | |                                 | Uitgevoerd 23 november 1899 door componist en Anton Svendsen, daarna teruggetrokken |
| 21   |              | 13 Deutsche Lieder                                                                | 1.Sicilianen 2.Grossmutter, spiel mit mir 3.Stampelchen 4.Reich Beschäftigung 5.Blätterfall 6.Ich liebe dich 7.Im Vorübergehn 8.Frülingslied 9.Bin ein fahrender Gesell 10.Wo der Goldregen steht 11.Ich liebe dich 12.Wollt’ er nur fragen 13.Frühling und Liebe |                                 | www.worldcat.org 1 en 3>uitgevoerd 2 november 1904 door Dagmar Lund met componist |
| 22   | 1899         | Suite voor twee piano’s in g mineur                                               | 1.Preludium 2.Andante 3.Rondo |                                 | aangekondigd en uitgevoerd 23 november 1899 door componist en Agathe Backer Grøndahl, daarna teruggetrokken |
| 22   |              | Fünf Deutsche Kinderlieder                                                        | 1.Der Traum 2.Sum, sum, sum 3.Mairegen 4.Schlaflied 5.Wiegenlied | Haakon Zapffe                   | Gegevens: Bergen Bibliotheek |
| 23   |              | Fem Sange for mezzosopraan                                                        | 1.Sicilianen 2.Frühling und Liebe 3.Blätterfall 4.Wollt’er nur fragen 5.Ich liebe dich |                                 | Uitgevoerd 23 november 1899 door Eva Nansen zie opus 21 |
| 24   |              | Sieben Deutsche Lieder                                                            | 1.Grabschrift 2.Über dem Busch der Rose (tekst: August Becker) 3.Volkslied 4.Landsknechtlied 5.Vorüber 6.Tagebuchblatt 7.Ich liebe dich | Haakon Zapffe                   | Bergen Bibliotheek 2>uitgevoerd 2 november 1904 door Dagmar Lund |
| 25   |              | Paa rim sangcyklus Fem Sange                                                      | 1.Fyr jol 2.Paaske 3.Hugvendingar 4.Kvat havbåra syng voor zangstem en orkest, (tekst: Peter Andreas Skjeflo) 5.Stig Sol op tekst van Peter Andreas Skjeflo | Oluf By                         | 4>13 november 1912 gezongen door Johannes Berg-Hansen 5>10 en 13 januari 1903 gezongen door Cally Monrad 5>10 oktober 1914 gezongen door Borghild Langaard Stig Sol werd het bekendste werk |
| 26   | 1902         | Rouge et noir                                                                     | To valser for piano g mineur | Oluf By                         | advertentie Aftenposten 23 december 1902 uitvoering 7 oktober 1918 door Edvard Sylou-Creutz en componist |
| 27   |              | Sonate voor viool en piano in c mineur                                            | |                                 | aangekondigd en uitgevoerd 23 november 1899 door componist en Anton Svendsen teruggetrokken |
| 27   | 1902         | Fem Sange opgedragen aan Lalla Wiborg Scott-Hansen                                | 1.Scherzo 2.Godnat 3.Og der stød smørblom 4.Sommermorgen 5.Leirfivel | Norsk Musikforlag               | première 11 oktober 1902 door Lalla Wiborg met componist 1 en 2 uitgevoerd 17 februari 1903 door Mandis Ågren met componist |
| 27.1 | 1902         | Scherzo uit opus 27                                                               | | Manuscript                      | bewerking voor zangstem, strijkorkest en 2 hoorns |
| 28   |              | 14 Små fantasistykker for piano                                                   | 1.Folkevise 2.Preludium 3.Notturno 4.Host 5.Vaar 6.Bøn 7.Scherzino 8.Romance 9.Papillon 10.A la minuetto 11.Humoreske 12.Violoncel 13.Fremad 14.Albumblad | Oluf By                         | |
| 29   |              | 10 Små fantasistykker for piano                                                   | 1.Resignation 2.Papillon 3.Aftenstemning 4.Melodie 5.Drøm 6.Virkelighed 7.Sommersang 8.Elegie 9.Coquetterie 10.Springvand | Oluf By                         | uitgevoerd op 23 september 1907 door de componist |
| 30   |              | 17 Sange                                                                          | 1.Nocturne, Jeg tør ingen betro 2.Blændværk 3.Nocturne: Jeg gik en aften sent 4.Dvael p. mig, du dunkle øie 5.Ak, rind up, rind op 6.Månefilmren 7.Stille sødt og hjærtet svalende 8.Efter solnedgang 9.Gammeld kunstrim 10.Du er det kjærste, jed ved 11.Først da 12.Nocturne: der driver dug 13.Herre, er det dig der kommer? 14.Tilsjos 15.Drøm 16.Med pibende tange 17.Morgen (tekst: Hans Reynolds) |                                 | Gegevens: Bibliotheek Kopenhagen 1, 2, 8, 15 zijn ook bekend als Fire sange med texter af Thor Lange og Reynolds 3, 5, 7, 11, en 17 zijn ook bekend als Fem sange met texter af Krag, Reynolds og Thor Lange Fire en Fem Sange zijn uitgevoerd op 1 maart 1905 met als zangers Aina Mannerheim en Thorvald Lammers |
| 31   |              | Fantasistykker for klaver                                                         | 1.Valse 2.Praeludium 3.Berceuse 4.Studie 5.Folkevise 6.Romance 7.Alfeleg 8.Albumblad 9.Halling 10.Serenata 11.Bøn 12.Notturno 13. Springdans | Edition Wilhelm Hansen          | |
| 32   | 1905         | Hertug Knud                                                                       | Stor russiske ballade tekst vanuit het Russisch door Thor Lange | Edition Wilhelm Hansen          | Gegevens: Bibliotheek Kopenhagen uitgevoerd 1 maart 1905 door Thorvald Lammers en componist |
| 33   | 1905         | Der Page                                                                          | Tysk Ballade tekst: Börries von Münchhausen | Edition Wilhelm Hansen          | Gegevens: Bibliotheek Kopenhagen uitgevoerd 1 maart 1905 door Thorvald Lammers en componist |
| 34   |              | Zwölf Lieder                                                                      | 1.Schneefall 2.Stirb/Dø (tekst/vertaling: Nina Hagerup) 3.Nacht 4.Schlafe, ach, schlafe/Sov du, ja, sov du (tekst/vertaling: Nina Hagerup) 5.Unruhe 6.Das tiefe Kämmerlein/Den dybe grav (tekst/vertaling: Nina Hagerup) 7.Abendgruss 8.Geheimniss 9.Du und ich (tekst Anna Ritter) 10.Liebe 11: Sehnsucht 12: Märzensturm                                                                               | Edition Wilhelm Hansen          | Gegevens: Bibliotheek Kopenhagen 2.uitgevoerd 9 januari 1907 door Magnhild Rasmussen met componist |
| 35   |              | Zehn Lieder                                                                       | 1.Wo ist Gott? (tekst: Felise Dahn) 2.Wiegenleid 3.Erster Schnee 4.Venedig 5.Hab Sonne im Herzen (tekst: Cäsar Flaischlen) 6.Lass mich in deinen stillem Auge ruhen (Lad mig i dine stille oine) (tekst: Max Dauthendey) 7.An die Baronin Colombine (tekst: Richard von Schaukal) 8.In einem Garten (tekst: Arno Holz) 9.Wiegenlied (Vuggesang) 10.Phantasus (tekst: Arno Holz)                          | Edition Wilhelm Hansen          | Gegevens: Bibliotheek Kopenhagen |
| 36   |              | Zehn Lieder                                                                       | 1.So regnet es sich langsam ein (Nu regnen blir et stille sil) (tekst: Cäsar Flaischen) 2.Abend auf dem See (tekst: Karl Henckel) 3.Deine Rosen 4.Wiegenlied 5.Nachtlied 6.Welch ein Schweigen (tekst: Christian Morgenstern) 7.Am Abend 8.Seelen 9.Trost der Nacht (tekst; Ludwig Jacobowski) 10.Rote Rosen (tekst Arno Holz)                                                                           | Edition Wilhelm Hansen          | Gegevens: Bibliotheek Kopenhagen |
| 37   | 1908         | Valse Arabesker                                                                   | Vier delen | Warmuth Musikforlag             | advertentie Trondheim op 6 december 1908 Bespreking 21 december 1908 door Otto Winter-Hjelm in Aftenposten |
| 38   | 1910         | Engelske Sange, schift 1 opgedragen aan Borghild Langaard                         | 1.Wynken (tekst: Eugene Field) 2.Blynken and nod (tekst: Eugene Field) 3.March (tekst: waarschijnlijk William Wordsworth) 4.Echo (tekst: Christina Rossetti) | Oluf By                         | advertentie Aftenposten 11 december 1910 |
| 39   | 1910         | Engelske Sange, schift 2 opgedragen aan Borghild Langaard                         | 1.The rivulet (tekst: Lucy Larcom) 2.Spring song (tekst: George Elliot) 3.Sweet and low, sweet and low (tekst: Alfred Tennyson) | Oluf By                         | advertentie Aftenposten 11 december 1910 |
| 40   | 1910         | Engelske Sange, schift 3 opgedragen aan Borghild Langaard                         | 1.Lady Moon; Lille måne (tekst Lord Boughton) The birds in spring/Fuglene om våren (tekst: Thomas Nashe) Seal lullaby/Vuggesange for saelen (tekst: Rydyard Kipling) The fountain/Springvandet (tekst: James Russell Lowell) | Oluf By                         | advertentie Aftenposten 11 december 1910 1>uitgevoerd 13 januari 1913 door Elisabeth Munthe-Kaas |
| 41   | 1910         | Engelske Sange, schift 4 opgedragen aan Borghild Langaard                         | 1.Rockaby lullaby (tekst: Josiah Gilbert Holland) 2.The waterfall (tekst: Frank Dempster Sherman) 3.White butterflies (tekst: Algernon Ch. Swinburg) 4.Snowflakes (tekst: Mary Mapes Dodge) | Oluf By                         | advertentie Aftenposten 11 december 1910 |
| 42   | 1911         |                                                                                   | 1.My love is like a red, red rose (tekst: Robert Burns) 2.The owl (tekst: Alfred Lord Tennyson) 3.The snowbird (tekst: Hezekiah Butterworth) 4.Stange lands (tekst: Laurence Alma-Tadema) 5.My little bird (tekst: May Byron) 6.Hush, Hush (tekst: Thomas Moore) | Hodder and Stroughton           | gegevens www.worldcat.org Opgenomen in bundels New series of English songs 3> uitgevoerd 13 januari 1913 door Elisabeth Munthe-Kaas |
| 43   |              | 14 Etudes lyriques pour concert, schrift 1                                        | | Oluf By                         | Gegevens: Bibliotheek Stockholm |
| 44   |              | 14 Etudes lyriques pour concert, schrift 2                                        | | Oluf By                         | Gegevens: Bibliotheek Stockholm |
| 45   |              | 14 Etudes lyriques pour concert, schrift 3                                        | | Oluf By                         | Gegevens: Bibliotheek Stockholm |
| 46   | 1916         | Bjarkamål                                                                         | Oversat til engeldsk av Albary Major | Oluf By                         | uitvoering 25 september 1934 in Oslo (Zevende Noordse muziekfeest) |
| 47   | 1916         | Russiske tekster for sang og piano                                                | 1.Rusalka 2.Guldfisken synger i baekken 3.Nocturne 4.Hoit gjennem etheren seiler 5.Damen i hvidt 6.Blomster i sne 7.Et navn 8.Uro | Norsk Musikforlag               | Advertentie Aftenposten 23 december 1916 verdeeld over twee boekjes 4>uitgevoerd 23 januari 1918 door Else Nikitits Jørgensen en componist |
| 48   | 1918         | Fem Sange til tekster af Thor Lange og Laurits Christian Nielsen                  | 1.Lille røde rønnebær (tekst Thor Lange) 2.Vaarregn (Tekst L.C. Nielsen) 3.Rid sagte gjennem lunden (tekst: Thor Lange) 4.Tal du sagte, unge nattergal (tekst: Thor Lange) 5.Nu rid kun langt herfra (tekst: Thor Lange) | Norsk Musikforlag               | Advertentie voor uitgave in Aftenposten 7 november 1918 1,2 première op 5 december 1918 door Harriet Weidemann Strøm Van Vaarregn is ook een versie voor zangstem, strijkers en harp (1935) |
| 49   | 1920         | Deilige sne opgedragen aan Dagny Schjelderup                                      | Deilige sne (tekst: Bjarne Engelstad) | Norsk Musikforlag NMO 4925      | Gegevens: Noorse bibliotheek |
| 50   | 1921         | Sol og sommer                                                                     | 1.Bag muren sidder de roser smaa.(tekst: Thor Lange) 2. Kys mig (tekst: Thor Lange) 3. Blaaveis (tekst: Bjarne Engelstad) 4. Lerken er kommet (tekst: Bjarne Engelstad) 5.Sommer (tekst: Bjarne Engelstad) | Norsk Musikforlag NMO 4990-4994 | verdeeld over twee boekjes voor zangstem en piano van nr. 4 is een versie bekend voor zangstem en orkest |
| 51   | 1934         | 9 Tyske sanger til tekster av Anna Ritter, Gottfried Keller, Otto Buchmann, Heine | 1.Des Apfelbaumes Frühlingstraum 2.Schattenküsse 3.Du spielst nicht mehr 4.Schliesse mir die augen beide 5.Es liegt die Welt 6.Winternacht 7Ich warte auf die Mutter 8.Lebensfahrt 9Ich wollt' ich wär des Sturmes Weib | Norsk Musikforlag NMO 6797      | |

### Zonder opus
| Jaar uitgave | Titel                                                                         | Subtitels | Uitgeverij                                                | Opmerkingen |
| ------------ | ----------------------------------------------------------------------------- | --- | --------------------------------------------------------- | --- |
| 1902         | Til Bjørnstjerne Bjørnson (tekst: Peter Rosenkrantz Johnsen)                  | | Brødrene Hals                                             | Advertentie Aftenposten 5 december 1902 ter gelegenheid van de 70-jarige Bjørnstjerne Bjørnson op 8 december 1902                                            |
| 1913         | The Owl and the Pussycat (tekst: Edward Lear)                                 | | New English Songs                                         | 13 oktober 1913 gezongen door Borghild Langaard |
| 1914         | She comes not when noon is on the roses (tekst: Herbert Trench)               | |                                                           | opgenomen in Kings Albert’s Book ter gelegenheid van de Eerste Wereldoorlog                                                                                  |
| 1916         | Gammel fransk julehymne, tekst Geoffrey Chaucer, vertaald door Thor Lange     | | With & Co                                                 | Bijlage bij blad Skogsus |
| 1925         | Cretan cradlesong (tekst: May Byron)                                          | |                                                           | |
| 1926         | My sweet sweeting song (tekst: Sir John Hawkins)                              | | Enoch & Sons                                              | |
| 1926         | Were I a drop of dew (tekst: M. Clare)                                        | | Enoch & Sons                                              | |
| 1926         | Appleblossom (tekst Fred.G. Bowles)                                           | | Enoch & Sons                                              | |
| 1926         | Dreaming eyes (tekst May Byron)                                               | | Enoch & Sons                                              | |
| 1934         | Three sketches for string orchestra                                           | 1.Fog 2.Pastorale 3.Romance | Norsk Musikforlag NMO 6813                                | |
| 1934         | 22 Preludier for piano                                                        | | Norsk Musikforlag NMO 6791/2 verdeeld over twee schriften | |
| 1943         | Seks sanger                                                                   | 1.Til myn gyldenlak (tekst: Henrik Wergeland) 2.Agnes (tekst: Henrik Ibsen) 3.Jagtsang (tekst: Bjørnstjerne Bjørnson) 4.Spinnersken (tekst: Bjørnstjerne Bjørnson) 5.Serenade (tekst: Vilhelm Krag) 6.Jomfru Maria (tekst: Jonas Lie) | Norsk Musikforlag NMO 7396                                | |
| 1945         | Tre Sange til tekster af Arne Garborg                                         | 1. Her vil eg kvile 2. Mjukt som i graat 3. Kusaata (Huldrilokkar). | Norsk Musikforlag NMO 7473                                | Bibliotheek Bergen/Noorse Staatsbibliotheek |
| 1947         | Butterflies (Sommerfugler) (tekst: May Byron)                                 | | H. Lyche te Drammen                                       | worldcat.org |
| 1947         | Were I a cloudlet (Ved jeg som dugg) (tekst: May Bryon)                       | | H. Lyche te Drammen                                       | worldcat.org |
| 1947         | Ottar Svarte's song in praise of King Olaf in A majeur (zang en groot orkest) | | Manuscript en H. Lyche                                    | Begintekst: "Djerv, djerv udi striden" (Moedig, moedig in de strijd)                                                                                         |
| 1947         | Den unge piges vals tekst: Løken                                              | | 1.uitgeverij Lyche 2.Manuscript                           | 1.voor zangstem en piano 2.voor zangstem en strijkorkest opgedragen aan Soffi Schønning Begintekst: "Stormende, brusende, bølgende, susende, varmende toner" |
| 1947         | Into the night (Ved natt) (tekst: May Byron)                                  | | H. Lyche te Drammen                                       | worldcat.org |
| 1947         | Compensation (Erstatning) (tekst: Paul Lawrence Dunbar)                       | | H. Lyche te Drammen                                       | worldcat.org |
| 1947         | Hie away (Renn avsted) (tekst: Walter Scott)                                  | | H. Lyche te Drammen                                       | worldcat.org |
| 1947         | Hinsides haven (tekst: Thor Lange)                                            | | H. Lyche te Drammen                                       | worldcat.org |
| 1947         | Gaaet bort (tekst Thor Lange)                                                 | | H. Lyche te Drammen                                       | worldcat.org |
| 1947         | Spanish serenade (Spansk serenade) (tekst: Henry Wadsworth Longfellow)        | | H. Lyche te Drammen                                       | worldcat.org |
|              | De første violer. tekst: Ove Gude Furu                                        | | manuscript                                                | voor zangstem, strijkorkest en 2 hoorns |
|              | En hilden til Ivar Rivertz pas hans 19 årige födseldag fra JBL                | | Manuscript Bibliotheek Bergen                             | Ivar Rivertz (1899-1934) is de kleinzoon van organist Ivar Rivertz (1821-1880)                                                                               |

- International Standard Name Identifier: 0000 0003 8454 3151
- Library of Congress Control Number: nr97000326
- MusicBrainz: a8c76ef2-16ab-4726-bff9-1207af83f200
- Nederlandse Thesaurus van Auteursnamen: 25830944X
- Virtual International Authority File: 276694129
- WorldCat: E39PBJrKVkvYb6YTBkyDjYxMT3